# Сан-Хуан-дель-Пуерто
Сан-Хуан-дель-Пуерто (ісп. San Juan del Puerto) — муніципалітет в Іспанії, у складі автономної спільноти Андалусія, у провінції Уельва. Населення — 8190 осіб (2010).
Муніципалітет розташований на відстані близько 440 км на південний захід від Мадрида, 12 км на північний схід від Уельви.
На території муніципалітету розташовані такі населені пункти: (дані про населення за 2010 рік)
- Бермехаль: 9 осіб
- Кандон: 12 осіб
- Кортіхо-ла-Торре: 0 осіб
- Сан-Хуан-дель-Пуерто: 8169 осіб

## Демографія
Динаміка населення (INE ):

## Галерея зображень

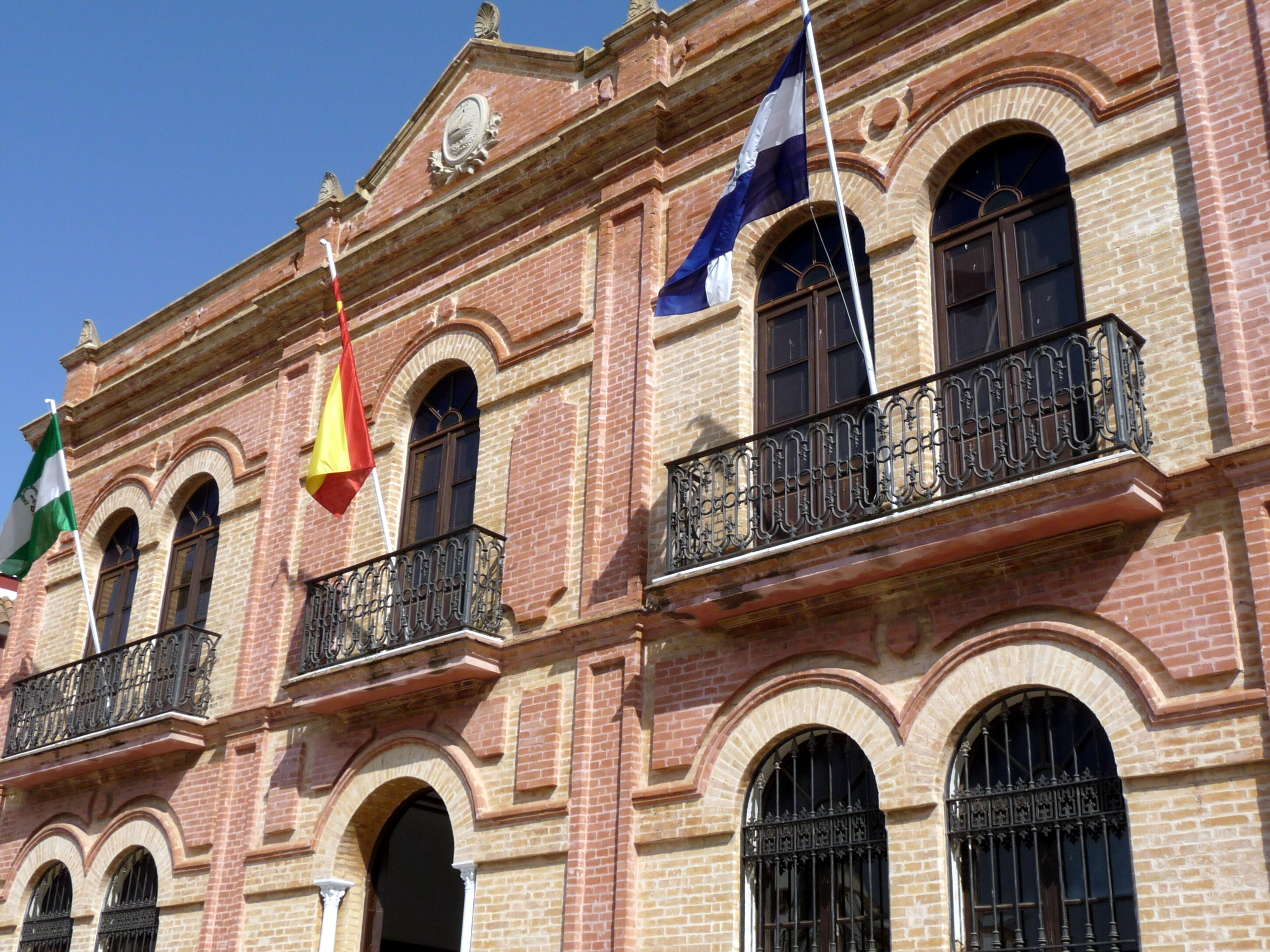
Муніципальна рада